# Jan Ligthart
Jan Ligthart (født 11. januar 1859 i Amsterdam, død 16. februar 1916 - druknet i Laag-Soeren) var en hollandsk skolelærer og pædagogisk forfatter.
Ligthart dimitterede i 1877 med lærereksamen og var kort efter ansat ved folkeskolen i Amsterdam. Efter at have fået overlæreruddannelse i 1885 blev han samme år overlærer i folkeskolen på Tullinghstraat i Haag, som han af helbredsmæssige årsager forlod igen i 1914.
Ligtharts overordnede gav ham stor frihed til at arrangere undervisning på skolen. I samarbejde med et lærerfakultet, som han forstod at inspirere med sine ideer gjorde han sin skole meget forskellig fra en almindelig skole, nærmende sig hjem og arbejdsliv, og frem for alt organiseret af den grundlæggende idé, som han kaldte "koncentration". Ifølge denne ide var undervisningen ikke delt i fag med specifikke klassetimer, som i de fleste andre skoler, men derimod i brede emner som naturen og arbejdet på markerne, i skoven, som blev studeret fra forskellige discipliners side, samt fra hverdagslivets. I løbet af de samme timer kunne undervisningen være sproglig og historisk, geografisk og teknologisk.
I øvrigt forsøgte Ligthart på linje med andre reformpædagoger at reducere hukommelseslæring og øge børnenes egne aktiviteter, til hvilket formål han udviklede metoder, som med succes blev anvendt af ham selv og hans medlærere. Hans skole udøvede stor indflydelse på uddannelsen i Nederlandene, og den blev besøgt og studeret også af lærere fra mange andre lande.
Ligthart besøgte Sverige i 1910 og holdt pædagogiske foredrag, som fik stor opmærksomhed i Stockholm, Göteborg og andre svenske byer. Han stod også bag en omfattende pædagogisk forfattervirksomhed. Sammen med professionelle på forskellige områder udgav han læse- og lærebøger til de forskellige skoleår, samt en samling vægplancher til hjælp i undervisningen. Han offentliggjorde to store samlinger af pædagogiske essays under titlen "Over opvoeding" (første samling, anden udgave 1909, anden samling samme år). Mange af hans essays blev også offentliggjort i svensk oversættelse.